# Giacomo di Crollalanza
Giacomo di Crollalanza, noto col nome di battaglia "Pablo" (Modica, 1917 – Bosco di Corniglio, 17 ottobre 1944), è stato un ufficiale e partigiano italiano, Medaglia d'oro al valor militare.

## La vita
Dopo aver frequentato l'Accademia militare di Modena, con il grado di capitano fu inviato in Albania col 3º Reggimento Granatieri. Ferito durante uno scontro, venne rimpatriato nel maggio del 1943 per essere curato. Dopo l'armistizio dell'8 settembre 1943 si diede alla macchia ma cadde in mano ai tedeschi mentre tentava di raggiungere la famiglia in Sicilia per trascorrervi la convalescenza. Il 13 maggio 1944 riuscì però ad evadere dal carcere di San Francesco di Parma, durante un bombardamento alleato che colpì un'ala del penitenziario, e a raggiungere l'Appennino emiliano. Con il nome di battaglia "Pablo" fu tra i primi organizzatori delle formazioni partigiane nell'Appennino parmense. di Crollalanza divenne leggendario in Val Ceno per l'audacia delle sue azioni, e divenne comandante della 31ª brigata Garibaldi.
Alla formazione del Comando Unico Operativo del parmense, fu eletto comandante il 3 settembre 1944, nell'assemblea di Pian del Monte, nei pressi di Borgo Val di Taro.
Sorpreso a Bosco di Corniglio dai tedeschi - guidati sul posto dal traditore "Mario lo Slavo" - durante una riunione del Comando Unico, che aveva sede vicino all'albergo Ghirardini, il 17 ottobre 1944 cadde colpito da una raffica, mentre saltava da una finestra del primo piano dell'albergo per salvarsi. Insieme a lui caddero Giuseppe Picedi Benettini "Penola", ufficiale di collegamento, i partigiani Enzo Gandolfi, Domenico Gervasi e Settimio Manenti, mentre Gino Menconi "Renzi", responsabile del Comando di piazza di Parma, fu ferito e bruciato vivo.
Sul posto vi è la lapide dei vari caduti di quel giorno. Giacomo Ferrari, il partigiano "Arta", prese il suo posto come comandante dei partigiani della Val Parma.
A novembre, il cappellano della 31ª Brigata Garibaldi, don Nino Rolleri, celebrò una messa in onore dei caduti di Bosco di Corniglio sul sagrato della chiesa di Pellegrino Parmense alla presenza delle brigate della Val Ceno.

## Riconoscimenti e dediche
- Nel 1946 l'Università di Parma, per onorarne la memoria, conferì a di Crollalanza la laurea Ad honorem in Ingegneria.
- La città di Parma gli ha dedicato il quartiere Pablo.
- Il comune di Modica, sua città natale, gli ha intitolato una via del centro.